# Karl Doerr (Richter)
Karl Christian Amand Dörr (Doerr) (* 15. Januar 1809 in Braunfels; † 6. Oktober 1868 in Gießen) war ein deutscher Richter und saß in der 2. Kammer der Landstände des Großherzogtums Hessen.

## Leben
Karl Dörr war der Sohn des Regierungssekretärs und 1815 Legationsrats der Hessen-Darmstädtischen Gesandtschaft bei der Bundesversammlung Friedrich Karl Doerr und dessen Ehefrau Franziska geb. Stumpf. Der Schriftsteller und Jurist Adolph Doerr (1816–1868) mit dem Pseudonym „Adolf Greifenberg“ war sein Bruder, der bedeutende Gartengestalter Friedrich Ludwig Sckell sein Großonkel. Dörr, der evangelischen Glaubens war, heiratete 1841 in Zwingenberg (Bergstraße) Auguste (1817–1891), Tochter des Karl Koeniger, Rentamtmann in Darmstadt.
Er studierte Rechtswissenschaft an der Hessischen Ludwigs-Universität. 1828 wurde er im Corps Starkenburgia aktiv. und war Hofgerichtssekretariatsakzessit. 1840 wurde er Assessor mit Stimme am Landgericht Lichtenberg. 1851 wechselte er in gleicher Funktion zum Landgericht Zwingenberg. 1853 wurde er Landrichter am Landgericht Michelstadt und 1860 Hofgerichtsrat am Hofgericht Gießen.
Von 1856 bis 1862 gehörte er der Zweiten Kammer der Landstände an. Er wurde für den Wahlbezirk Starkenburg 6/Reinheim gewählt. Er starb mit 59 Jahren.